# Thor Listau
Thor Listau (* 3. Juni 1938 in Svolvær, Nordland; † 22. März 2014) war ein norwegischer Politiker der konservativen Høyre, Mitglied des Storting sowie Fischereiminister in der Regierung Willoch.

## Leben

### Berufliche Verwendungen bei den Streitkräften und Kommunalpolitiker
Listau, Sohn des Fischfutterproduzenten Magnus Listau und der Hausfrau Johanna Jakobsen, absolvierte nach dem Schulbesuch zwischen 1954 und 1958 die Fachschule des Heeres für Fernmeldetechnik und war im Anschluss zunächst Sergeant und Radiomechaniker in der Fernmeldekompanie der Brigade Nord der Norwegischen Heeres sowie danach von 1960 bis 1961 Assistent des Quartiermeisters im Fernmeldebataillon in Trøndelag. 
1961 wurde er nach einer kurzzeitigen Verwendung als Radiomechaniker im 3. Dragonerregiment Techniker in der Versuchsstation der Streitkräfte in Kirkenes und stieg dort bis 1985 nacheinander zum Technischen Leiter, Operationsleiter sowie zuletzt zum Leiter der Station auf. Während dieser Zeit absolvierte er 1963 einen Elektronikkurs an der University of Denver, von 1966 bis 1970 verschiedene Kurse in Schulungseinrichtungen der norwegischen Streitkräfte sowie einige technische Kurse bei der US Air Force.
Seine politische Laufbahn begann Listau im Jugendverband der konservativen Høyre (Unge Høyre). Zwischen 1965 und 1967 war er Vorsitzender der Unge Høyre in Kirkenes, anschließend von 1967 bis 1969 Vorsitzender des Jugendverbandes der Høyre im Fylke Finnmark.
Kurz darauf begann auch sein Engagement in der Kommunalpolitik, wo er zunächst zwischen 1967 und 1971 Mitglied des Gemeinderates sowie von 1971 bis 1975 Mitglied des Gemeindevorstandes von Sør-Varanger war, eine an Russland grenzende, norwegische Kommune in der Finnmark. Darüber hinaus engagierte er sich von 1968 bis 1969 als Vorsitzender des Sportvereins FK Vigør.

### Mitglied des Storting und Fischereiminister
Bei den Parlamentswahlen vom 10. September 1973 wurde Listau erstmals als Kandidat der Høyre zum Mitglied des Storting gewählt und vertrat in diesem bis zu den Parlamentswahlen 1985 die Interessen des Fylke Finnmark. Außerdem war er zwischen 1974 und 1977 sowohl Vorsitzender des kommunalpolitischen Wahlausschusses der Høyre, als auch Mitglied zahlreicher weiterer politischer Gremien seiner Partei.
Ferner saß er zwischen 1973 und 1981 im Stortingausschusses für Schifffahrt und Fischerei und war von Januar 1978 bis Januar 1980 Mitglied der Storting-Delegation in der Parlamentarischen Versammlung der NATO.
Am 14. Oktober 1981 wurde Listau von Statsminister (Ministerpräsident) Kåre Willoch zum Fischereiminister (Statsråd, Fiskeridepartementet) in dessen Regierung berufen und bekleidete dieses Ministeramt bis zu seiner Ablösung am 4. Oktober 1985 durch Eivind Kristofer Reiten von der Senterpartiet. Während dieser Zeit wirkte Steinar Eriksen als sein Vertreter im Storting.

### Ausscheiden aus der Politik und Tätigkeiten in der Privatwirtschaft
Nach seinem Ausscheiden aus der Politik war Listau zwischen 1985 und 1991 Vorstandsvorsitzender der Staatlichen Kraftwerke (Statskraftverkene). 1986 wurde er Leiter des Büros der Staatlichen Getreideverwaltung (Statens Kornforretning) und war zeitgleich Leiter des Büros für Rohstoffpreise für landwirtschaftliche Erzeugnisse. In dieser Zeit absolvierte er 1988 einen Studiengang für Betriebswirtschaftslehre am Bedriftsøkonomisk Institutt (BI) in Oslo. Auch nach seinem Ausscheiden aus Regierung und Parlament blieb er der Høyre eng verbunden und war von 1988 bis 1995 Vorstandsvorsitzender des Bildungswerkes seiner Partei (Høyres Studieforbund).
Danach war er zwischen 1991 und 1995 Direktor der neuorganisierten Getreideverwaltung (Statkorn) und fungierte im Anschluss zwischen 1995 und 1996 als Vorstandsvorsitzender der Statkorn Holding A/S. Zugleich war er zwischen 1995 und 2005 sowohl Organisationsdirektor der Statkorn Holding A/S als auch der Cermaq A/S, einem Unternehmen der Lachs- und Forellenzucht. Während dieser Zeit studierte er zwischen 1993 und 1994 auch am Norwegischen Institut für Management und Verwaltung NILA (Norsk institutt for ledelse og administrasjon).